# Federazione di baseball del Regno Unito
La Federazione britannica di baseball (eng. British Baseball Federation) è un'organizzazione fondata nel 1987 per governare la pratica del baseball nel Regno Unito.
Organizza il campionato di baseball britannico, e pone sotto la propria egida la nazionale maschile.